# Американці в обороні людських прав України
Американці в обороні людських прав України (АОЛПУ) або Американці за права людини в Україні (англ. American for human rights in Ukraine, AHRU — АГРУ) — неприбуткова правозахисна організація українців США, основною метою якої було дотримання прав українців в СРСР.

## Діяльність
Організація «Американці в обороні людських прав України» (АОЛПУ або АГРУ) була заснована у 1979 році у Ньюарку, США. АГРУ стала співзасновницею вашингтонського «Комітету гельсінських гарантій для України»
Попередником АГРУ був «Комітет оборони В. Мороза», заснований 1974 року, який переформатувався на загальноукраїнську організацію на захист українських політв'язнів і координував правозахисну діяльність. Активними учасниками діяльності АГРУ були В. Боднар, В. Багрій, Т. Романків, І. Кошман, Д. Марчишин, Є. Перейма, І. Ориняк.
У 1980—1981 роках організація брала активну участь у відзначенні у Вашингтоні 5-річчя Української Гельсінської групи. Представники АГРУ надсилали американським законотворцям тисячі листів, звернень, закликаючи їх виступати в обороні українських політв'язнів. Члени правозахисної організації брали участь у голодуванні на захист Юрія Шухевича у Вашингтоні у березні 1980 року.
АГРУ мала свої відділи в Детройті (керівник — М. Зарицька), Рочестері (Р. Трач, І. Демиденко), Чикаго, Трої. Разом з Amnesty International та українськими правозахисними організаціями була співорганізатором акцій на захист Івана Світличного, внаслідок чого у квітні 1982 року 100 членів Конгресу США звернулися листом до генерального секретаря ЦК КПРС Леоніда Брежнєва з вимогою звільнити Світличного; акцій у травні-червні 1982 року у Конгресі США для прийняття резолюції у справі відзначення шостої річниці створення Української Гельсінської групи. АГРУ проводила акції на захист Оксани Мешко, Юрія Шухевича, Миколи Горбаля, Йосипа Терелі, Миколи Руденка, неповоротців до СРСР Володимира Половчака та моряка М. Медведя.
АГРУ відіграла вирішальну роль формуванні спеціальної комісії Конгресу США у справі розслідування Голодомору 1932—1933 років в Україні. 1 серпня 1984 року Ігор Ольшанівський і Мирон Куропась свідчили перед Комітетом зовнішніх зв'язків Сенату США у справі Голодомору 1932—1933 років, що спонукало Сенат США прийняти резолюцію і створити комісію для дослідження Голодомору в Україні.
У червні 1985 року АОЛПУ включилася в активний захист Івана Дем'янюка, якого звинувачували у співпраці з нацистами. За 18 місяців оборонної дії організація вислала відозви до Конгресу США, уряду і президента Рейгана з проханнями розглянути процедури і докази та скасувати депортацію Дем'янюка до Ізраїлю.
Товариство «Американці за права людини в Україні» в особі його керівників Волтера Боднара та Божени Ольшанівської 24 листопада 1987 року написали листа сенаторам США з проханням звернутися до Михайла Горбачова з вимогою звільнити з радянських психіатричних в'язниць п'ятьох жінок-політв'язнів, зокрема Ганну Михайленко. 1 грудня 1987 року 42 сенатори США підписали відповідного листа до Горбачова.
У 1988 році голова АГРУ Божена Ольшанівська брала участь у «Поході миру» в Україні, незважаючи на заборони організовувала зустрічі з колишніми українськими політв'язнями. У 1991 році Ольшанівська разом з іншими українськими представниками брала участь у Гельсінській конференції у Москві.